# 千光寺公園
34°24′37.0″N 133°11′48.0″E / 34.410278°N 133.196667°E
千光寺公園，是位於日本廣島縣尾道市千光寺山山腰處的公園，占地面積10.6公頃；現已被選入日本的夜景100選、日本夜景遺產、戀人的聖地，在園內共有約1,500顆的染井吉野櫻、枝垂櫻、八重櫻，因此也被選入日本櫻名所100選。

在千光寺公園看到的尾道市區、尾道水道及對岸的向島

1894年千光寺的住持多田實圓為吸引參拜者前來，將千光寺所有的1,347坪土地規劃為公園，並將其命名為「共樂園」。1903年千光寺將「共樂園」捐贈給尾道市政府，公園後來也被更名為「千光寺公園」。
園區內有1957年啟用的千光寺山纜車、1960年代完成的文學之路、1980年完成的尾道市立美術館；在最高處也設有展望台，可以眺望整個尾道水道及對岸的向島。

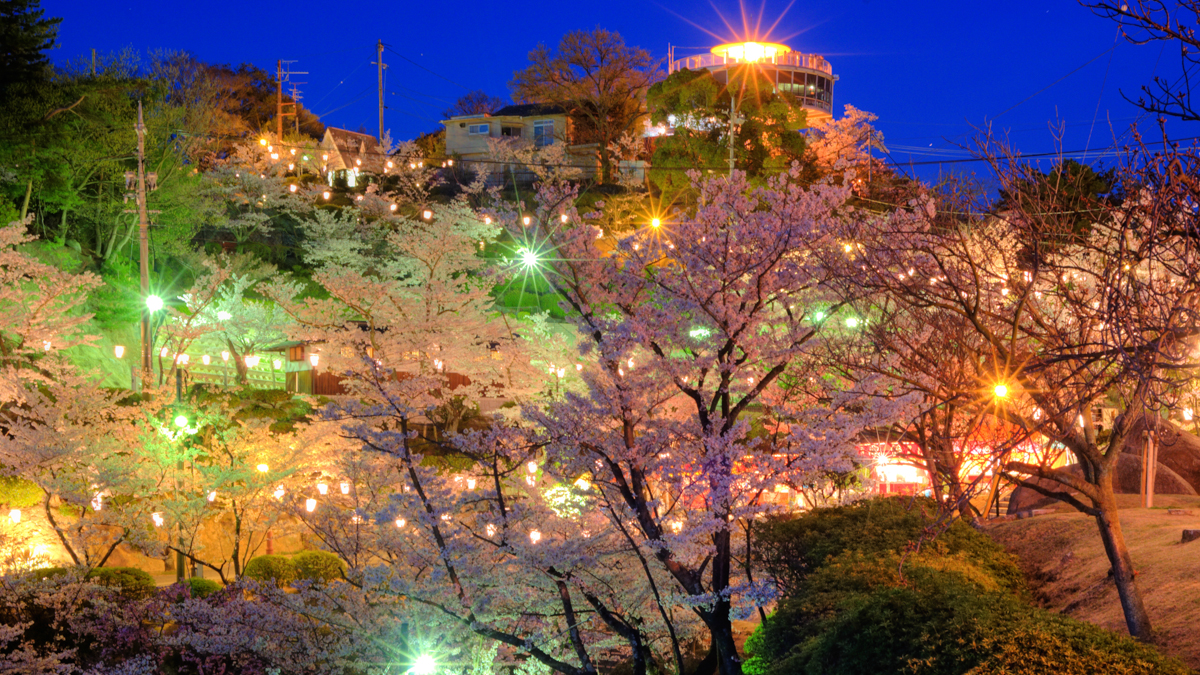
千光寺公園的櫻花
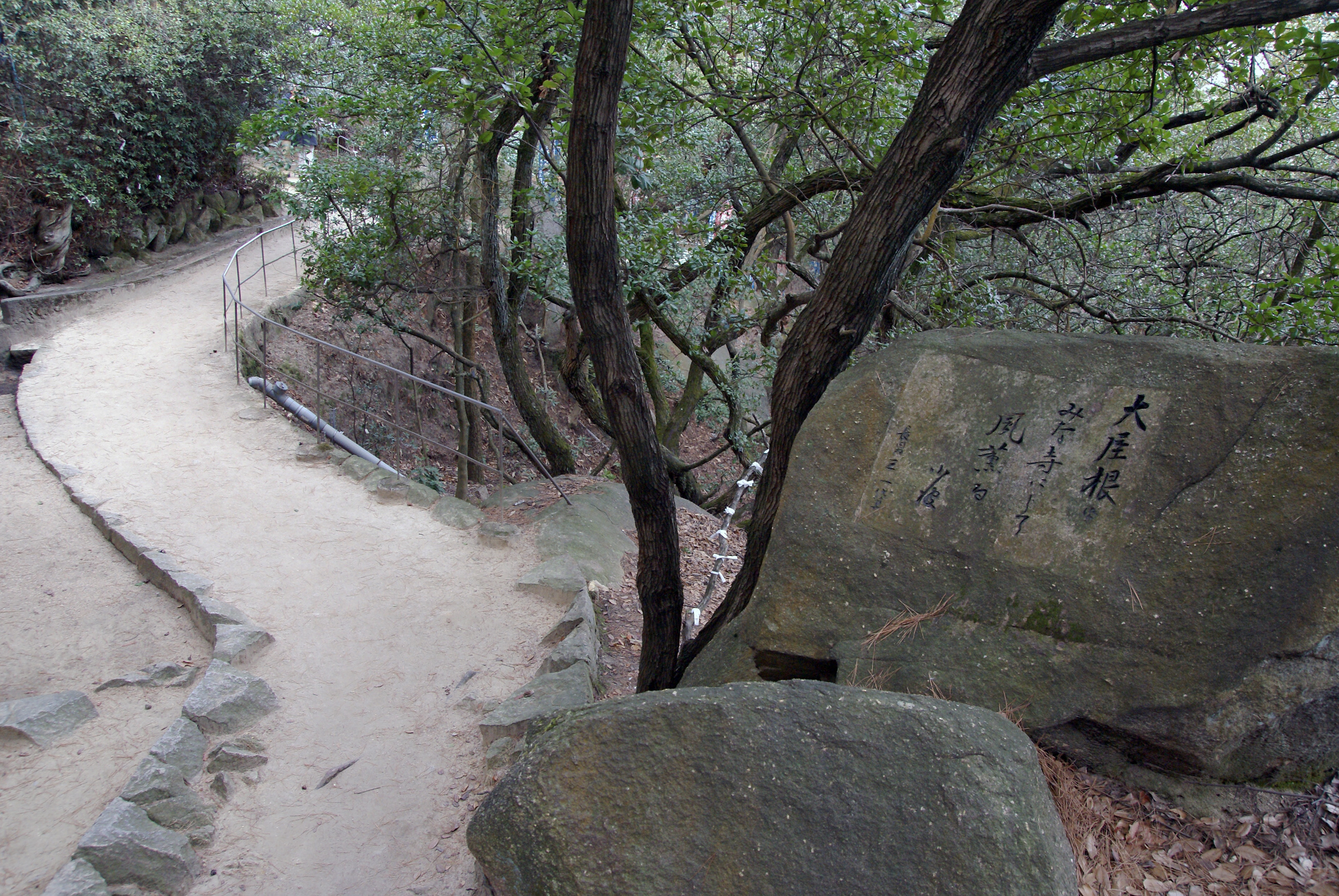
文學之路
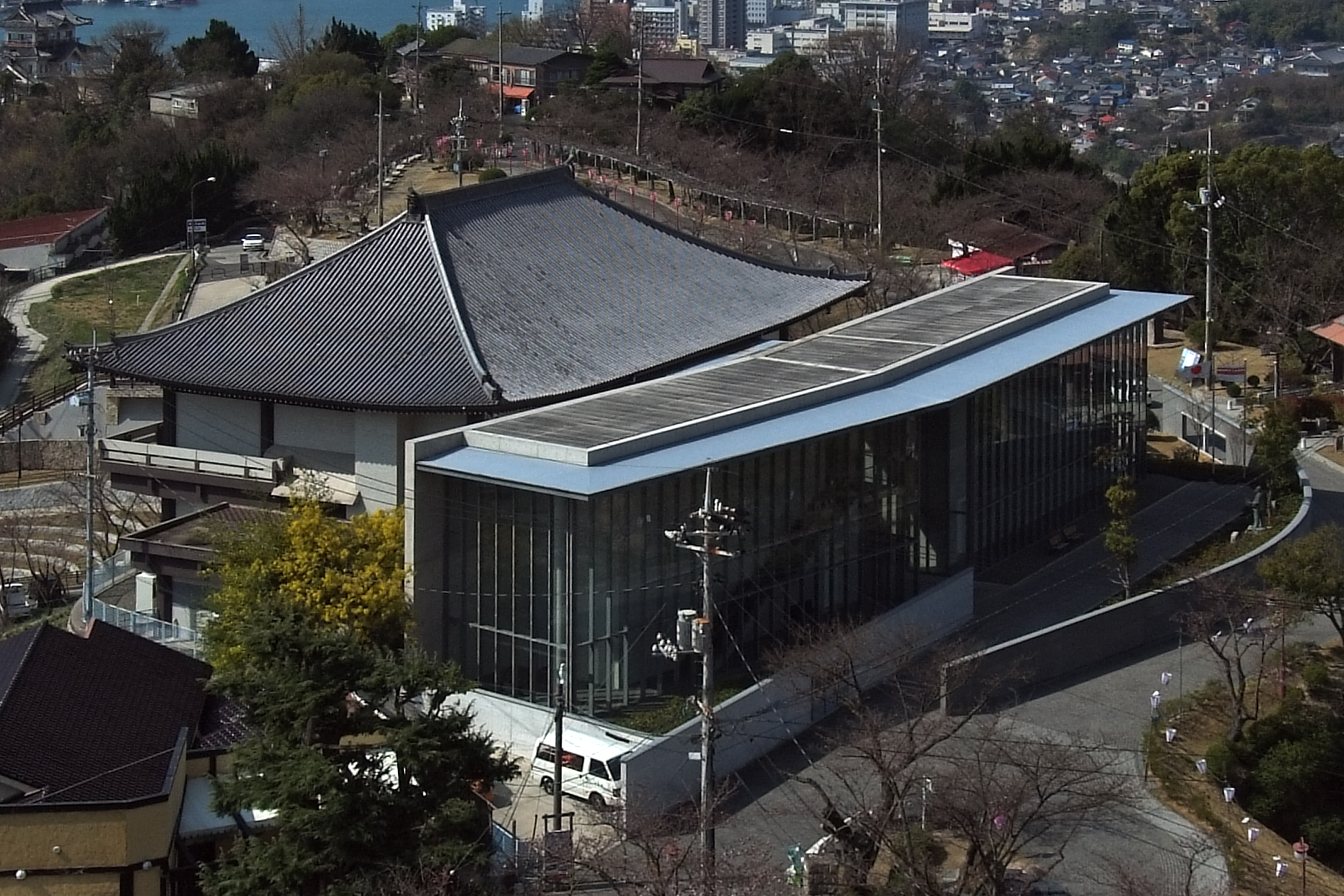
尾道市立美術館
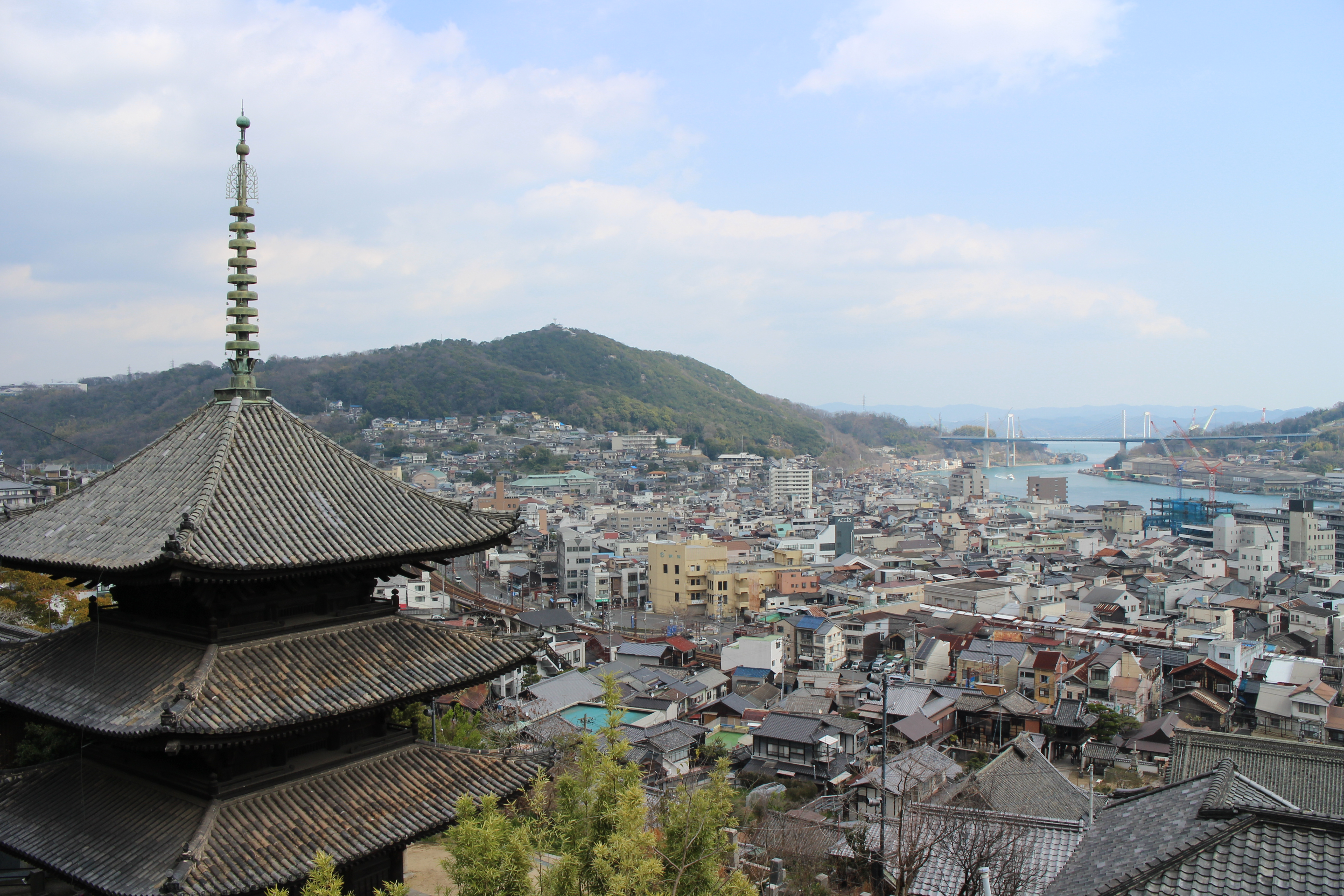
在千光寺公園看到的天寧寺三重塔、尾道市區
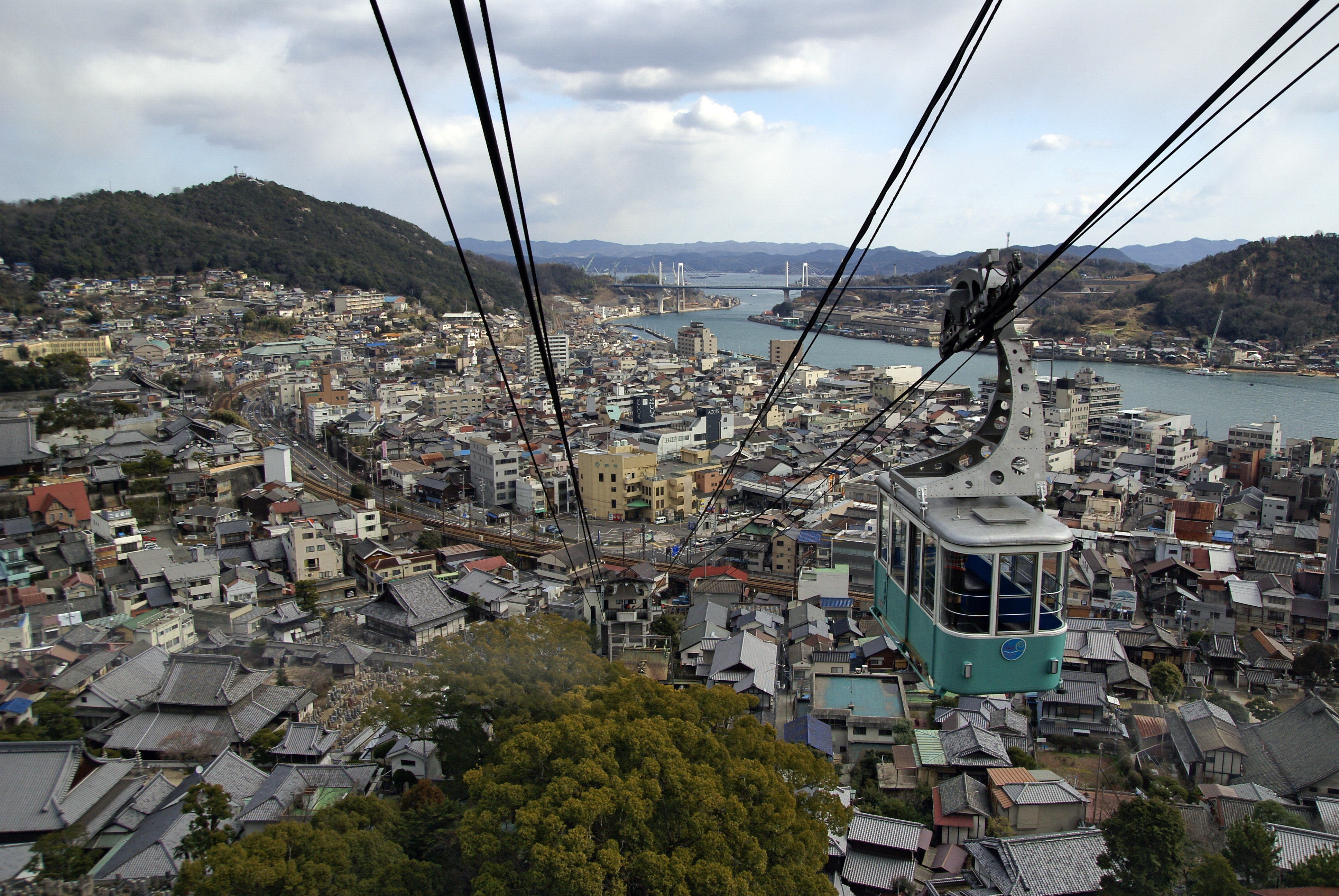
千光寺纜車